# Cláusula sobre Protección Igualitaria

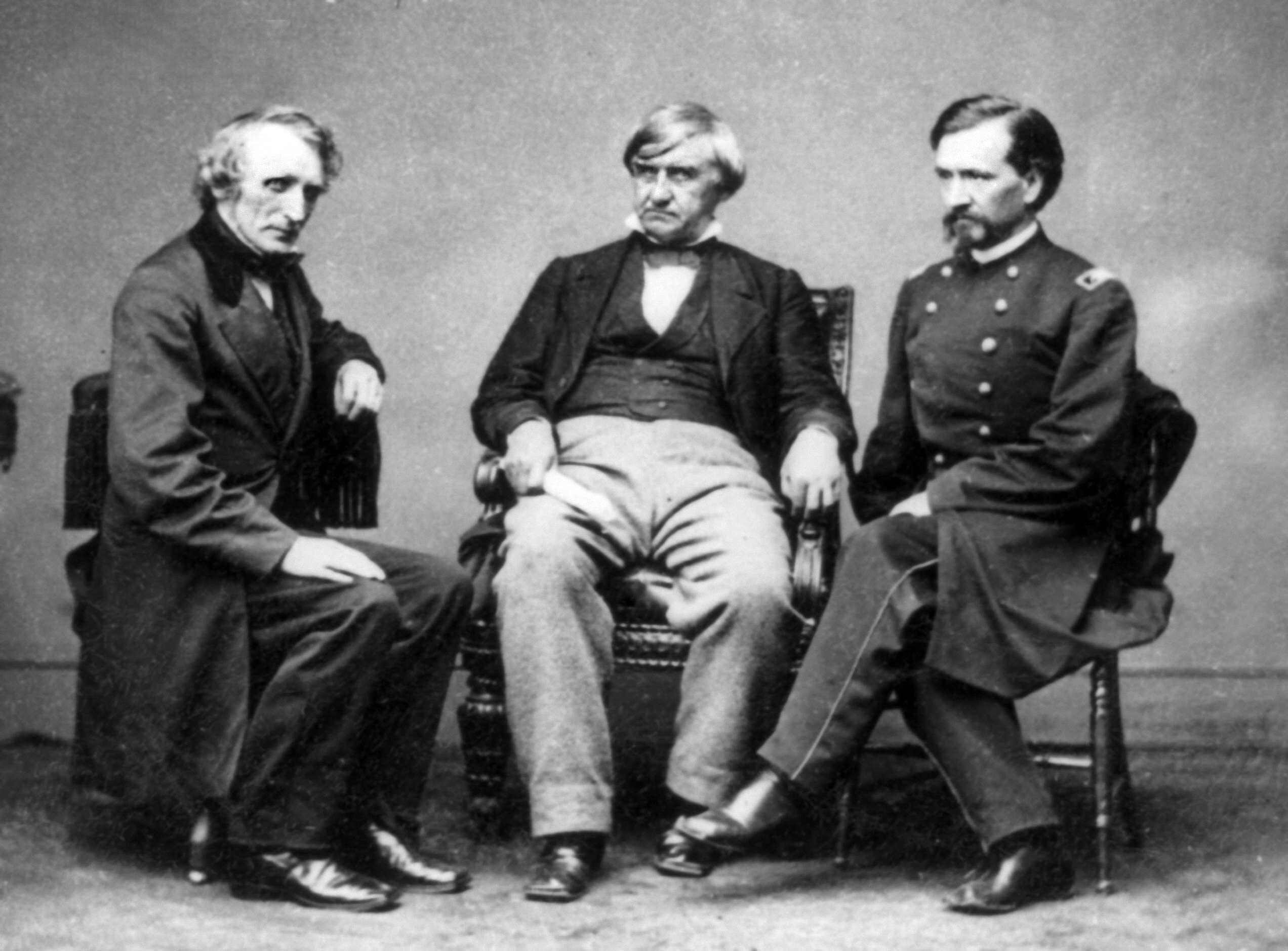
El Congresista por Ohio, John Bingham (a la izquierda), fue el redactor principal de la Cláusula sobre Protección Igualitaria.

La Cláusula sobre Protección Igualitaria, parte de la Decimocuarta Enmienda, establece que «ningún estado de los Estados Unidos podrá negar a persona alguna dentro de su jurisdicción la protección igualitaria de derechos». La Cláusula sobre Protección Igualitaria puede ser vista como un intento de asegurar la promesa de los Estados Unidos sobre su compromiso con la proposición según la cual «todos los hombres son creados en igualdad» al fortalecer el poder judicial para imponer tal principio a los estados.
Concretamente, la Cláusula sobre Protección Igualitaria, junto con el resto de la Decimocuarta enmienda, marcó un gran cambio en el constitucionalismo estadounidense. Antes de la entrada en vigencia de la Decimocuarta Enmienda la Carta de Derechos protegía los derechos individuales solo contra la invasión del gobierno federal. Desde la entrada en vigencia de la Decimocuarta Enmienda la Constitución protege contra la limitación de derechos por parte de los gobiernos estatales, incluso incluyendo algunos derechos que por algunos no se encontraban protegidos de la limitación por parte del gobierno federal. bajo la vigencia de la Decimocuarta Enmienda los estados no pueden, entre otras cosas, privar a una persona de su derecho a la igual protección del derecho. Lo que tal requerimiento quiere decir ha sido objeto de debates; y la historia de la Cláusula sobre protección igualitaria es la explicación gradual de su significado.
Una de las principales limitaciones de la Cláusula sobre Protección Igualitaria es que solamente limita los cuerpos de los poderes del gobierno, y no de los particulares a quienes establece la protección. Esta limitación ha existido desde 1883 y no ha sido modificada. Sin embargo, desde la década de 1960, el Congreso ha establecido la mayoría de las legislación sobre derechos civiles bajo la Cláusula de Comercio.

## Trasfondo

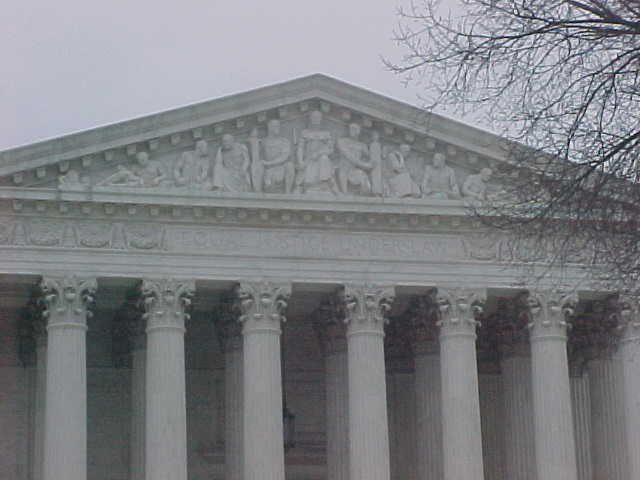
En la entrada de la Corte Suprema de los EE. UU está esculpida la frase: "Igual protección bajo la ley".

La Decimocuarta Enmienda entró en vigor en 1868, poco tiempo después de la victoria de la Unión en la guerra civil estadounidense. Aunque la Decimotercera Enmienda, propuesta por el Congreso y ratificada por los estados en 1865, había abolido la esclavitud, muchos estados ex confederados, adoptaron Códigos Negros después de la guerra (tales códigos restringían los derechos civiles de las personas negras). 
En concreto, estas leyes limitaban  severamente en el ámbito civil su acceso a la propiedad y la capacidad legal de suscribir contratos y además establecían penas por delitos más severas para los negros que para sus pares blancos.
En respuesta a los Códigos Negros el Congreso aprobó el Acta de Derechos Civiles de 1866 que establecía que todas las personas nacidas en Estados Unidos eran ciudadanos estadounidenses (con lo que se quería "derogar" el fallo de la Corte Suprema Dred Scott v. Sandford), y que "los ciudadanos de cualquier raza y color... [tienen] todos los beneficios de las leyes y de los procedimientos para asegurar la seguridad de las personas y sus propiedades, al igual que los ciudadanos blancos."

## Acción afirmativa
La acción afirmativa es una política que tiende a establecer como meta de una organización un trato preferencial a grupos discriminados debido, entre otras cosas, a su raza o religión, y, en orden a lograr meta, seleccionan a personas de ciertos grupos que históricamente han sido oprimidos o les han negado una igualdad de oportunidades. En la acción afirmativa, son preferidos los individuol de uno o más de estos grupos—Cæteris paribus—sobre otros que no poseen dichas características; algunas veces esta meta es lograda a través de cuotas, aunque no es la única forma de lograrlo. 